# 精確時間協議
精确时间协议（英語：Precision Time Protocol，簡稱PTP），是一种可以將整个计算机网络时钟同步的网络传输协议，它由IEEE 1588定義。局域网通過該協議可以讓時間精確到亚微秒级。